# Iekaterina Zaroudnaïa-Kavos
Pour l’article homonyme, voir Varvara Zaroudnaïa.
Iekaterina Sergueïevna Zaroudnaïa-Kavos (en russe : Екатерина Сергеевна Зарудная-Кавос)), née la 15 juin 1862 (27 juin dans le calendrier grégorien) à Oudelnoïe (ru) et morte le 15 novembre 1917 (28 novembre dans le calendrier grégorien) à Petrograd, est une peintre et une enseignante russe.

## Biographie
Fille de Zoia Aleksandrovna (née Miasnovo) et de Sergueï Ivanovitch Zaroudny (ru), lorsqu'elle naît le 27 juin 1861, 1862, selon d'autres sources, elle a déjà une sœur, Maria, âgée seulement d'un an. Elles ne restent pas en tête à tête : leurs parents leur « offrent » la compagnie de trois frères, Aleksandr, Sergueï et Ivan et de trois sœurs, Anastassia, Zoia et Varvara.
Vers sa vingtième année, en 1881, elle rentre à l'Académie impériale des Beaux-Arts où l'un de ses professeurs est Pavel Tchistiakov. Pendant ses études elle se rend plusieurs fois à Paris où elle prend des leçons auprès de Carolus-Duran et à l'Académie Julian de 1885 à 1886. En 1887, elle quitte l'Académie impériale avec son diplôme d'artiste en poche et deux médailles d'argent obtenues en 1886. 
À partir de 1890, elle participe à des expositions de l'Académie impériale des Beaux-Arts et de 1900 à 1916 à celles de la Société des aquarellistes russes tout comme son cousin Alexandre Benois.
Iekaterina Zaroudnaïa-Kavos crée des magazines satiriques et des journaux destinés à la jeunesse pour certains desquels elle collabore. En 1905, à Saint-Pétersbourg, avec A. M. Iazykova, elle ouvre une école de peinture où enseignent des professeurs dont Boris Koustodiev et Eugène Lanceray. Son atelier de dessin, ouvert le dimanche, accueille les ouvriers.

## Œuvres

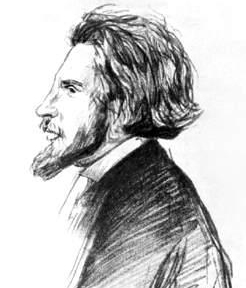
Nikolaï Dmitrievitch Avksentiev
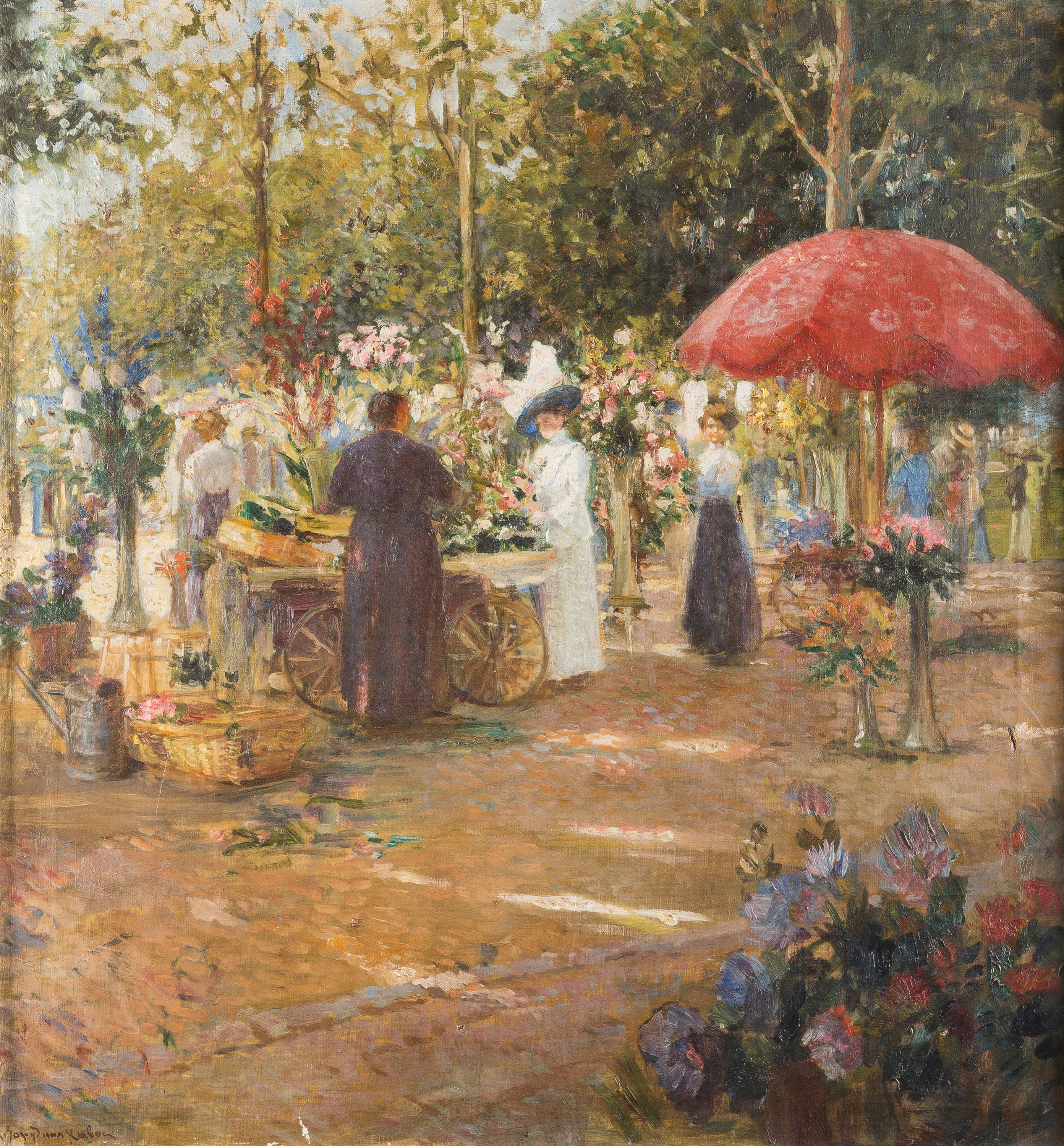
Marché aux fleurs, huile sur toile
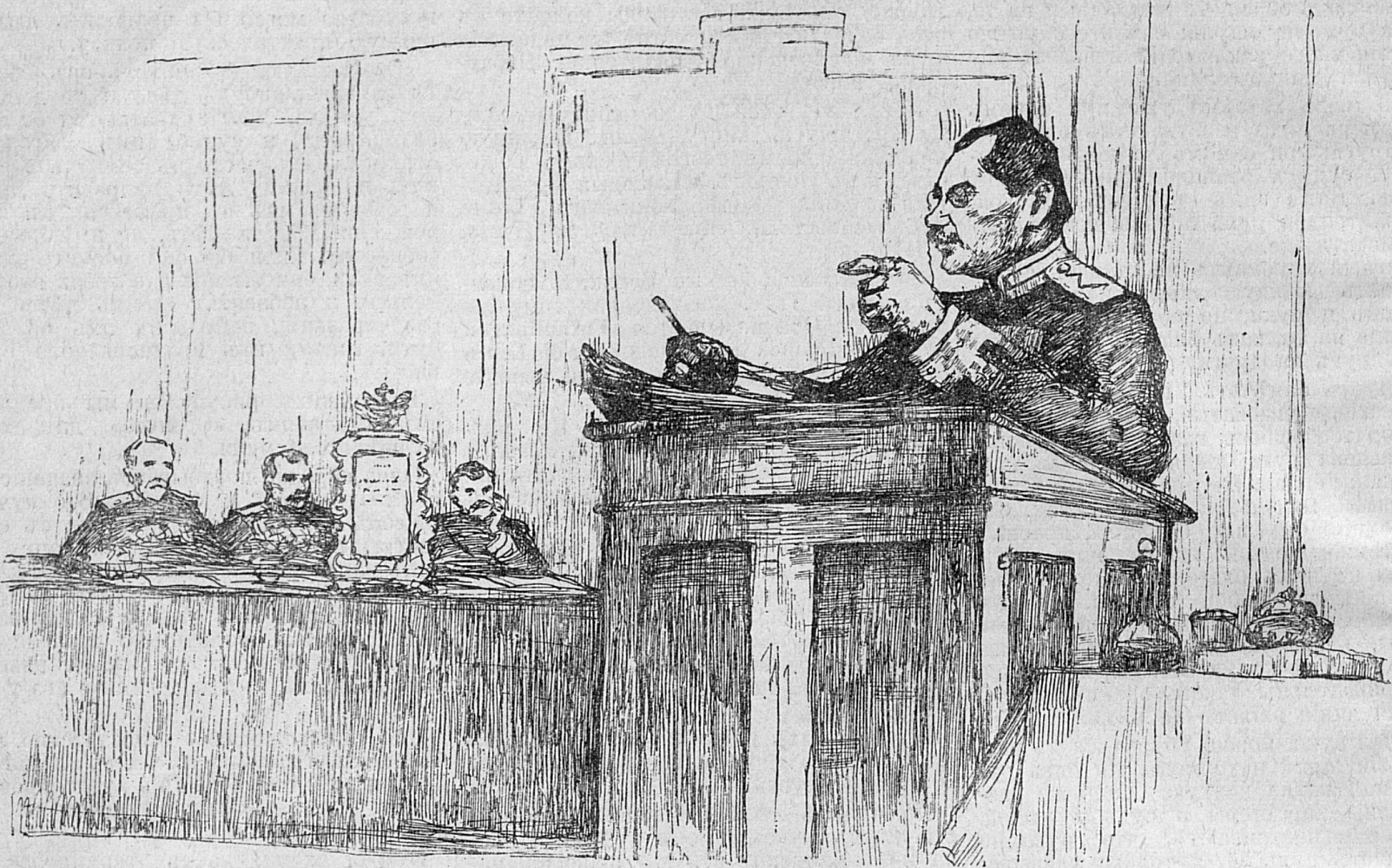
Dessin. Port-Arthur : l'audience du tribunal militaire du 22/1/1908. La mise en accusation du procureur militaire. Magazine Spark n° 4. 1908

Elle a peint ou dessiné de nombreux portraits de célébrités russes de son époque :
- Viktor Artsimovitch (ru), Nikolaï Dmitrievitch Avksentiev (ru), Nikolaï Dobrolioubov, Maria Germanova, Maxime Gorki, Nikolaï Iarochenko, Mikhaïl Ippolitov-Ivanov, Vera Komissarjevskaïa, Anatoli Koni (ru), П. А. Корсаков, Ilia Répine, Pavel Samoïlov (ru), Vladimir Soloviev, Vassili Vodovozov (ru), ainsi que des peintures de genre, de nombreuses aquarelles, des dessins, des croquis, des gravures à l'eau-forte
- Avec plus de précisions :
- 1887 : Portrait d'Ivan Kramskoï, huile sur toile, 51 × 40 cm, Musée régional d'art Ivan Kramskoï à Voronej (ru)
- 1889 : Portrait de Konstantine Bestoujev-Rioumine (ru), huile sur toile, 101 × 79 cm, Galerie Tretiakov, Moscou

## Expositions
Avec les Ambulants.
À Saint-Pétersbourg pour l'ouverture de la société pour la promotion des arts. 
- 1900 : 28e exposition, du 27 février au 2 avril
- 1902 : 30e exposition, du 24 février au 7 avril
- 1903 : 31e exposition, du 16 février au 30 mars
- 1904 : 32e exposition, du 15 février au 21 mars
- 1905 : 33e exposition, du 25 février au 10 avril
- 1906 : 34e exposition, du 2 mars au ?
- 1915 : 43e exposition, du 14 février au 5 avril

À Moscou pour l'ouverture de l'École de peinture, de sculpture et d'architecture de Moscou.
- 1900 : 28e exposition, du 10 avril au 14 mai
- 1902 : 30e exposition, du 15 avril au 19 mai
- 1903 : 31e exposition, du 7 avril au mois de mai
- 1904 : 32e exposition, du 29 mars au 9 mai
- 1905 : 33e exposition, du 18 avril au 15 mai
- 1906 : 34e exposition, du 3 avril au 6 mai

À Moscou pour l'ouverture de la maison de Gueorgui Lianozov (ru) au 3 rue Kamerguerski (ru)
- 1914-1915 : 43e exposition, du 26 décembre 1914 au 25 janvier 1915